# یواس‌اس رهیا (ای‌ام‌سی-۵۸)
یواس‌اس رهیا (ای‌ام‌سی-۵۸) (به انگلیسی: USS Rhea (AMc-58)) یک کشتی بود که طول آن ۹۸ فوت ۶ اینچ (۳۰٫۰۲ متر) بود. این کشتی در سال ۱۹۴۱ ساخته شد.